# Niklas Meinert
Niklas Meinert (* 1. Mai 1981 in Bad Kreuznach) ist ein deutscher Hockeyspieler, der 2006 Weltmeister und 2008 Olympiasieger wurde.
Niklas Meinert begann beim VfL Bad Kreuznach mit dem Hockeysport, wo er von seinem Vater trainiert wurde. 2000 und 2005 wurde Meinert mit dem Dürkheimer HC deutscher Hallenmeister; 2001 und 2006 gewann er den Europapokal der Landesmeister in der Halle. Meinert spielte außerdem bereits beim Münchner SC, beim Club de Campo Villa de Madrid und beim HTC Stuttgarter Kickers. Derzeit spielt Meinert für den Mannheimer HC.
2003 debütierte der Abwehr- und Mittelfeldspieler in der deutschen Hockeynationalmannschaft. Seine erste internationale Medaille gewann er 2005 als Dritter bei der Europameisterschaft. 2006 war Meinert dabei, als die deutsche Mannschaft bei der Weltmeisterschaft in Mönchengladbach den Titel von 2002 erfolgreich verteidigte. 2007 siegte er bei der Hallenweltmeisterschaft in Wien und gewann bei der FIH Champions Trophy. Am 23. August 2008 gab Niklas Meinert die Vorlage zum 1:0-Siegtor im Finalspiel der Olympiade in Peking an Christopher Zeller, wodurch die deutsche Hockeynationalmannschaft die Goldmedaille gewann. Für seine sportlichen Erfolge erhielt er das Silberne Lorbeerblatt.
Niklas Meinert hat 130 Länderspiele absolviert, davon 7 in der Halle. (Stand 21. Juli 2008)